# Натраг на воз
Натраг на воз је трећи албум београдске групе Зана. Изашао је 1983. године од стране Југотона. Албум садржи 9 песама од којих су хитови Јабуке и вино, Младићу мој, насловна нумера… Овај албум је сниман у Шведској.

## О албуму
Већину текстова је написала Марина Туцаковић. Праћен је спотом за Јабуке и вино где гостујући певач Жељко Бебек.

## Листа песама
| №  | Назив            | Трајање |  |
| 1. | Натраг на воз    | 4:33    |  |
| 2. | Комплименти      |         |  |
| 3. | Физичко-психички |         |  |
| 4. | Ниси више беба   |         |  |
| 5. | Јабуке и вино    | 3:47    |  |
| 6. | Младићу мој      |         |  |
| 7. | Пробуди ме       |         |  |
| 8. | Ујутру у седам   |         |  |
| 9. | Осећам и знам    |         |  |

## Топ листе

### Недељна листа
| Листа           | Највиша позиција |
| --------------- | ---------------- |
| Радио ТВ ревија | 1                |

## Обраде
- Јабуке и вино[4]-Кркензи кикирики евери деј (Рокери с Мораву)[5]
- Младићу мој[6]-My Sweet Lord (Џорџ Хасрисон)[7]

## Занимљивости
- Дражен Ричл је пародирао песму Јабуке и вино годину дана касније од овог албума. Уместо јабука и вина, у тексту се спомиње ракија и туфахије.[8]
- На концерту у Цибони, женске вокале за Јабуке и вино је певала хрватска певачица Франка[9].
- Песма Осећам и знам се користи као навијачка песма код Делија од 2016. године[10].